# Menemerus legendrei
Menemerus legendrei är en spindelart som beskrevs av Schenkel 1963. Menemerus legendrei ingår i släktet Menemerus och familjen hoppspindlar. Inga underarter finns listade i Catalogue of Life.